# Шоле 77
Шоле 77 је двоседна школско-тренажна моторна једрилица, направљена потпуно од стаклопластике. Пројектовао ју је инж. Иван Шоштарић а производила се у Фабрици ФАЈ Јастреб из Вршца.

## Пројектовање и развој
Модел је креиран на основу захтева да се конструише летилица за што јефтинију и ефикаснију обуку једриличара и моторних пилота. Од 1972. године у ФАЈ-у се у кооперацији са немачком фирмом Sigmund-Flugtehnik радило на једном таквом пројекту који се звао SSV-17. То је била моторна једрилица направљена потпуно од стаклопластике са мотором Limbach снаге 60 KS. Први прототип је полетео маја месеца 1974. и након испитивања приказан је на сајму у Каселу. На жалост при повратку са сајма немачки кооперант је пилотирајући сам једрилицом направио грешку и уништио једрилицу али на срећу он је преживео удес. Након тога он се повлачи из пројекта а ВТЦ Вршац наставља са радом на другом прототипу. Инжењер Иван Шоштарић врши препројектовање ове једрилице: смањује центроплан и крила летилици, два предња точка стајног трапа замењује једним увлачећим точком и два помоћна испод крила и врши замену мотора са VW 1700 cmm снаге 72KS. На тај начин је добио моторну једрилицу знатно бољих аеродинамичких особина. Пројект је завршен 1977. године а према надимку инж. Шоштарића ова моторна једрилица добила име Шоле а ознака 77 је година пројекта. Прототип је полетео 21. јуна 1978. године, добио је пловидбену дозволу и регистрован под бројем YU-6011.

### Технички опис
Моторна једрилица Шоле 77 је нискокрилна летилица направљена од стакло пластике. Крила ове летилице су самоносећа са две рамењаче трапезоидног облика са равним крајем. Аеропрофил крила је Wortmann FX-1618 а виткост им је 18 % и опремљена су аеродинамичким кочницама. Труп летилице је елипсастог облика и сужава се ка репу летилице. На предњој страни трупа налази се двоседа кабина а седишта су њој постављена једно поред другог. Кабина је поктивена поклопцем (хаубом) од плексистакла и отвара се унапред. Испред пилотске кабине смештен је четвороцилиндрични ваздухом хлађени мотор VW 1700  снаге 72KS, прилагођен за авио уградњу са Hoffman-овом двокраком металном елисом са променљивим кораком (има три фиксна положаја: полетање, крстарење и искључена елиса „на нож”) а управљање кораком се остварује ручицом из кабине пилота. Кад се мотор искључи елиса се аутоматски поставља у положај „на нож”. Стајни трап једрилице се састоји од предњег увлачећег гуменог точка са добош кочницом, који се налази испод кабине пилота, два помоћа точка испод крила и клавирског точка на репу једрилице.

## Карактеристике
Карактеристике наведене овде се односе на моторну једрилицу Шоле-77.
| Финеса                 | 1 : 26,5 при брзини km/h |
| Перформансе            | - максимална брзина 240 km/h - путна брзина 160 km/h - полетна брзина 83 km/h - брзина слетања 76 km/h - столинг брзина 73 km/h - брзина пењања 2,5 m/s                                                                                             |
| Перформансе без мотора | - брзина планирања 115 km/h - брзина кружења 97 km/h - минимално пропадање 1,15 m/s - столинг брзина 75 km/h - максимална брзина са извученим кочницама 180 km/h                                                                                    |
| Димензије              | - размах крила 16,40 m - дужина 7,67 m - висина 2,68 m - површина крила 17,60 m² - виткост 18,00 % - аеропрофил крила Wortmann FX-1618 - макс. оптеречење крила; 42,60 kg/m² - макц. оптерећење мотора 10,4 kg/KS - ц. оптерећење мотора 10,4 kg/KS |
| Маса                   | - сопствена 495 kg - носивост 250 kg - полетна 745 kg - водени баланс; нема |
| Остале величине        | - Тип мотора VW 1700cmm - снага мотора 72 KS - резервоар горива 56 lit - долет 650 km - аутономија лета 4,3h - плафон лета 4.000 m - дужина залета 200 m - дужина полетања (Н=15m) 420 m - дужина слетања (Н=15m) 470 m - дужина заустављања 240 m  |

## Оперативно коришћење
Моторна једрилица Шоле-77 је коришћена за надгледање шумских пожара дуж јадранске обале у летњим месецима. Веома мало је коришћена за сврху за коју је намењена тј. обуку једриличара и моторних пилота, иако се показало да је за то била веома економична. После извесног времена ова летилица је продата купцу из Мађарске. У ВТЦ Вршац (ФАЈ Јастреб) направљен је само један примерак ове моторне једрилице.

## Земље које су користиле ову једрилицу
- Југославија
- Мађарска